# Bernardo Trujillo
Bernardo Trujillo (1920 - 1971) foi um executivo e publicitário colombiano naturalizado norte-americano. Ele realizava seminários de merchandising como parte da estratégia de marketing da companhia NCR Corporation, vindo a influenciar o desenvolvimento dos supermercados modernos, especialmente na França, onde ele veio a ser conhecido como "o papa dos Supermercados".

## Início
Nascido em 1920 na Colômbia, Trujillo estudou Direito em Bogotá. Ele emigrou para os Estados Unidos, vindo posteriormente a tornar-se cidadão naturalizado desse país.

## Carreira
Trujillo começou sua carreira como professor de espanhol. Em 1944, ele foi contratado como tradutor pela NCR Corporation em Dayton, Ohio.
De 1957 a 1965, como parte da estratégia NCR, Trujillo ensinou educação executiva através de seminários de merchandising para aproximadamente 11 mil estudantes, os seminários MMM (Modern Merchandizing Methods). Em seus seminários, ele enfatizava a necessidade de se construir supermercados com grandes estacionamentos e produtos mais baratos e definiu princípios-chave da indústria, tais como "No Parking, No Business". Suas aulas tiveram grande papel na França. Ali, dentre seus alunos destacaram-se Denis Defforey e Marcel Fournier, que vieram a fundar a rede Carrefour; Gérard Mulliez, que fundou a Auchan. Outros alunos de destaque: André Essel,  cofundador da Fnac; Bernard Darty, fundador da Darty e Paul Dubrule, fundador da AccorHotels.
Trujillo ficou conhecido como o "papa dos supermercados" e faleceu em 1971.